# Операция «Город муравьёв»
Операция «Город муравьёв» (ивр. מבצע עיר נמלים‎) — израильская военная операция, в ходе которой израильские ВВС атаковали порт Ходейда в Йемене 5 мая 2025 года, в качестве ответа на удар хуситами баллистической ракетой по району аэропорта Бен-Гурион 4 мая, за день до начала операции.

## Предыстория
Хуситы — шиитско-зейдитская исламистская террористическая организация, действующая на северо-западе Йемена в полном сотрудничестве с Ираном и в качестве его доверенного лица в Йемене. Группировка считается террористической организацией в США, Объединенных Арабских Эмиратах и многих других странах. Группировка постоянно призывает к уничтожению Израиля и США. Движение выступает против официального правительства Йемена и с 2014 года контролирует большую территорию вдоль Красного моря.
С началом войны «Железных мечей», которая разразилась после нападений ХАМАС на Израиль 7 октября 2023 года, хуситы начали помогать ХАМАС и запускать ракеты и беспилотники в сторону Израиля. Кроме того, хуситы начали нападать на международные суда в Красном море, совершая действия, которые были определены как международные преступления, и даже привели к военному ответу со стороны нескольких стран. Ракетные обстрелы Израиля временно прекратились после подписания соглашения о прекращении огня между ХАМАС и Израилем в январе 2025 года, но в дальнейшем были возобновлены.

### Обстрел аэропорта Бен-Гурион
С марта 2025 года, с возобновлением боевых действий в секторе Газа в ходе войны «Железных мечей» в рамках операции «Мужество и меч», хуситы возобновили атаки на Израиль с применением баллистических ракет. После перехвата 26 ракет, 4 мая 2025 года баллистическая ракета попала в аэропорт Бен-Гурион на открытой местности около Терминала 3, в результате чего пять человек получили лёгкие и средние ранения, а также были отменены многие рейсы.

## Атака
В ответ на ракетный удар по Израилю, на следующий день, 5 мая 2025 года, самолёты ВВС Израиля атаковали порт Ходейда, сбросив десятки боеприпасов.
Саудовский канал Аль-Хадат сообщил, что более 30 самолётов израильских ВВС атаковали девять целей хуситов, сбросив около 50 боеприпасов. Среди целей атаки был и бетонный завод «Баджалл» к востоку от Ходейды. В сообщении из Йемена говорится, что на бетонном заводе есть погибшие и раненые.
По словам представителя Армии обороны Израиля, террористические инфраструктуры подверглись атаке в порту Ходейда, который «служит основным источником дохода для режима хуситов», поскольку «используется для переброски иранского оружия, оборудования для военных нужд и других нужд террористов». Представитель Армии обороны Израиля добавил, что «подвергся нападению бетонный завод „Баджиль“ к востоку от города Ходейда, который является важным экономическим ресурсом для террористического режима хуситов и используется для производства материалов для строительства туннелей и военной инфраструктуры. Нападение на этот завод представляет собой нападение на экономику режима и его военную мощь».

## Операция «Стойка на голове»
На следующий день после операции «Город муравьёв», 6 мая 2025 года, была проведена ещё одна операция в качестве продолжения, получившая название — Операция «Стойка на голове».